# Politiske partier efter land
Politiske partier i verdens lande er henvisninger til artikler om politiske partier i bestemte lande samt en note om partiformen i landet.

## A
|                    | Land               | Flerparti | Toparti | Dominerende parti | Étparti | Intet parti |
| ------------------ | ------------------ | --------- | ------- | ----------------- | ------- | ----------- |
| Afghanistan        | Afghanistan        | •         |         |                   |         | •           |
| Albanien           | Albanien           | •         |         |                   |         |             |
| Algeriet           | Algeriet           | •         |         |                   |         |             |
| Andorra            | Andorra            | •         |         |                   |         |             |
| Angola             | Angola             |           |         | •                 |         |             |
| Antigua og Barbuda | Antigua og Barbuda |           | •       |                   |         |             |
| Argentina          | Argentina          | •         |         |                   |         |             |
| Armenien           | Armenien           | •         |         |                   |         |             |
| Aserbajdsjan       | Aserbajdsjan       |           |         | •                 |         |             |
| Australien         | Australien         |           | •       |                   |         |             |

## B
|                     | Land                   | Flerparti | Toparti | Dominerende parti | Étparti | Intet parti |
| ------------------- | ---------------------- | --------- | ------- | ----------------- | ------- | ----------- |
| Bahamas             | Bahamas                |           | •       |                   |         |             |
| Bahrain             | Bahrain                | •         |         |                   |         |             |
| Bangladesh          | Bangladesh             |           | •       |                   |         |             |
| Barbados            | Barbados               |           | •       |                   |         |             |
| Belgien             | Belgien                | •         |         |                   |         |             |
| Belize              | Belize                 |           | •       |                   |         |             |
| Benin               | Benin                  | •         |         |                   |         |             |
| Bermuda             | Bermuda                |           | •       |                   |         |             |
| Bhutan              | Bhutan                 |           |         |                   |         | •           |
| Bolivia             | Bolivia                | •         |         |                   |         |             |
| Bosnien-Hercegovina | Bosnien og Hercegovina | •         |         |                   |         |             |
| Botswana            | Botswana               |           |         | •                 |         |             |
| Brasilien           | Brasilien              | •         |         |                   |         |             |
| Brunei              | Brunei                 |           |         |                   |         | •           |
| Bulgarien           | Bulgarien              | •         |         |                   |         |             |
| Burkina Faso        | Burkina Faso           |           |         | •                 |         |             |
| Myanmar             | Burma                  |           |         |                   |         | •           |
| Burundi             | Burundi                | •         |         |                   |         |             |

## C
|                             | Land                        | Flerparti | Toparti | Dominerende parti | Étparti | Intet parti |
| --------------------------- | --------------------------- | --------- | ------- | ----------------- | ------- | ----------- |
| Cambodja                    | Cambodia                    |           |         | •                 |         |             |
| Cameroun                    | Cameroun                    |           |         | •                 |         |             |
| Canada                      | Canada                      | •         |         |                   |         |             |
| Centralafrikanske Republik  | Centralafrikanske Republik  | •         |         |                   |         |             |
| Chile                       | Chile                       | •         |         |                   |         |             |
| Colombia                    | Colombia                    | •         |         |                   |         |             |
| Comorerne                   | Comorerne                   | •         |         |                   |         |             |
| Republikken Congo           | Republikken Congo           |           |         | •                 |         |             |
| Demokratiske Republik Congo | Demokratiske Republik Congo | •         |         |                   |         |             |
| Costa Rica                  | Costa Rica                  | •         |         |                   |         |             |
| Cuba                        | Cuba                        |           |         |                   | •       |             |
| Cypern                      | Cypern                      | •         |         |                   |         |             |

## D
|                       | Land                  | Flerparti | Toparti | Dominerende parti | Étparti | Intet parti |
| --------------------- | --------------------- | --------- | ------- | ----------------- | ------- | ----------- |
| Danmark               | Danmark               | •         |         |                   |         |             |
| Djibouti              | Djibouti              |           |         | •                 |         |             |
| Dominica              | Dominica              |           | •       |                   |         |             |
| Dominikanske Republik | Dominikanske Republik | •         |         |                   |         |             |

## E
|                 | Land            | Flerparti | Toparti | Dominerende parti | Étparti | Intet parti |
| --------------- | --------------- | --------- | ------- | ----------------- | ------- | ----------- |
| Ecuador         | Ecuador         | •         |         |                   |         |             |
| El Salvador     | El Salvador     |           | •       |                   |         |             |
| Elfenbenskysten | Elfenbenskysten |           |         | •                 |         |             |
| Eritrea         | Eritrea         |           |         |                   | •       |             |
| Estland         | Estland         | •         |         |                   |         |             |
| Etiopien        | Etiopien        |           |         | •                 |         |             |

## F
|                            | Land                       | Flerparti | Toparti | Dominerende parti | Étparti | Intet parti |
| -------------------------- | -------------------------- | --------- | ------- | ----------------- | ------- | ----------- |
| Fiji                       | Fiji                       | •         |         |                   |         |             |
| Filippinerne               | Filippinerne               | •         |         |                   |         |             |
| Finland                    | Finland                    | •         |         |                   |         |             |
| Forenede Arabiske Emirater | Forenede Arabiske Emirater |           |         |                   |         | •           |
| Frankrig                   | Frankrig                   | •         |         |                   |         |             |
| Færøerne                   | Færøerne                   | •         |         |                   |         |             |

## G
|               | Land          | Flerparti | Toparti | Dominerende parti | Étparti | Intet parti |
| ------------- | ------------- | --------- | ------- | ----------------- | ------- | ----------- |
| Gabon         | Gabon         |           |         | •                 |         |             |
| Gambia        | Gambia        |           |         | •                 |         |             |
| Georgien      | Georgien      |           |         | •                 |         |             |
| Ghana         | Ghana         |           | •       |                   |         |             |
| Grenada       | Grenada       |           | •       |                   |         |             |
| Grækenland    | Grækenland    |           | •       |                   |         |             |
| Grønland      | Grønland      | •         |         |                   |         |             |
| Guatemala     | Guatemala     | •         |         |                   |         |             |
| Guinea        | Guinea        |           |         | •                 |         |             |
| Guinea-Bissau | Guinea-Bissau | •         |         |                   |         |             |
| Guyana        | Guyana        |           | •       |                   |         |             |

## H
|              | Land         | Flerparti | Toparti | Dominerende parti | Étparti | Intet parti |
| ------------ | ------------ | --------- | ------- | ----------------- | ------- | ----------- |
| Haiti        | Haiti        | •         |         |                   |         |             |
| Holland      | Holland      | •         |         |                   |         |             |
| Honduras     | Honduras     |           | •       |                   |         |             |
| Hviderusland | Hviderusland | •         |         |                   |         |             |

## I
|            | Land       | Flerparti | Toparti | Dominerende parti | Étparti | Intet parti |
| ---------- | ---------- | --------- | ------- | ----------------- | ------- | ----------- |
| Indien     | Indien     | •         |         |                   |         |             |
| Indonesien | Indonesien | •         |         |                   |         |             |
| Irak       | Irak       | •         |         |                   |         |             |
| Iran       | Iran       | •         |         |                   |         |             |
| Irland     | Irland     | •         |         |                   |         |             |
| Island     | Island     | •         |         |                   |         |             |
| Israel     | Israel     | •         |         |                   |         |             |
| Italien    | Italien    | •         |         |                   |         |             |

## J
|         | Land    | Flerparti | Toparti | Dominerende parti | Étparti | Intet parti |
| ------- | ------- | --------- | ------- | ----------------- | ------- | ----------- |
| Jamaica | Jamaica | •         |         |                   |         |             |
| Japan   | Japan   | •         |         |                   |         |             |
| Jordan  | Jordan  | •         |         |                   |         |             |

## K
|             | Land        | Flerparti | Toparti | Dominerende parti | Étparti | Intet parti |
| ----------- | ----------- | --------- | ------- | ----------------- | ------- | ----------- |
| Kap Verde   | Kap Verde   |           | •       |                   |         |             |
| Kasakhstan  | Kasakhstan  |           |         | •                 |         |             |
| Kenya       | Kenya       | •         |         |                   |         |             |
| Kina        | Kina        | •         |         |                   |         |             |
| Kirgisistan | Kirgisistan | •         |         |                   |         |             |
| Kiribati    | Kiribati    |           | •       |                   |         |             |
| Kroatien    | Kroatien    | •         |         |                   |         |             |
| Kuwait      | Kuwait      |           |         |                   |         | •           |

## L
|               | Land          | Flerparti | Toparti | Dominerende parti | Étparti | Intet parti |
| ------------- | ------------- | --------- | ------- | ----------------- | ------- | ----------- |
| Laos          | Laos          |           |         |                   | •       |             |
| Lesotho       | Lesotho       |           |         | •                 |         |             |
| Letland       | Letland       | •         |         |                   |         |             |
| Libanon       | Libanon       | •         |         |                   |         |             |
| Liberia       | Liberia       | •         |         |                   |         |             |
| Libyen        | Libyen        |           |         |                   |         | •           |
| Liechtenstein | Liechtenstein |           | •       |                   |         |             |
| Litauen       | Litauen       | •         |         |                   |         |             |
| Luxembourg    | Luxembourg    | •         |         |                   |         |             |

## M
|                | Land           | Flerparti | Toparti | Dominerende parti | Étparti | Intet parti |
| -------------- | -------------- | --------- | ------- | ----------------- | ------- | ----------- |
| Madagaskar     | Madagaskar     | •         |         |                   |         |             |
| Nordmakedonien | Makedonien     | •         |         |                   |         |             |
| Malawi         | Malawi         | •         |         |                   |         |             |
| Malaysia       | Malaysia       |           |         | •                 |         |             |
| Maldiverne     | Maldiverne     |           |         |                   |         | •           |
| Mali           | Mali           | •         |         |                   |         |             |
| Malta          | Malta          |           | •       |                   |         |             |
| Marokko        | Marokko        | •         |         |                   |         |             |
| Marshalløerne  | Marshall-øerne |           | •       |                   |         |             |
| Mauretanien    | Mauretanien    | •         |         |                   |         |             |
| Mauritius      | Mauritius      | •         |         |                   |         |             |
| Mexico         | Mexico         | •         |         |                   |         |             |
| Mikronesien    | Mikronesien    |           |         |                   |         | •           |
| Moldova        | Moldova        | •         |         |                   |         |             |
| Monaco         | Monaco         |           |         | •                 |         |             |
| Mongoliet      | Mongoliet      |           | •       |                   |         |             |
| Montenegro     | Montenegro     | •         |         |                   |         |             |
| Mozambique     | Mozambique     |           | •       |                   |         |             |
| Myanmar        | Myanmar        |           |         |                   |         | •           |

## N
|                       | Land                  | Flerparti | Toparti | Dominerende parti | Étparti | Intet parti |
| --------------------- | --------------------- | --------- | ------- | ----------------- | ------- | ----------- |
| Namibia               | Namibia               |           | •       |                   |         |             |
| Nauru                 | Nauru                 |           | •       |                   |         |             |
| Nederlandske Antiller | Nederlandske Antiller | •         |         |                   |         |             |
| Nepal                 | Nepal                 | •         |         |                   |         |             |
| New Zealand           | New Zealand           | •         |         |                   |         |             |
| Nicaragua             | Nicaragua             |           | •       |                   |         |             |
| Niger                 | Niger                 | •         |         |                   |         |             |
| Nigeria               | Nigeria               | •         |         |                   |         |             |
| Niue                  | Niue                  |           | •       |                   |         |             |
| Nordkorea             | Nordkorea             |           |         |                   | •       |             |
| Norge                 | Norge                 | •         |         |                   |         |             |

## O
|      | Land | Flerparti | Toparti | Dominerende parti | Étparti | Intet parti |
| ---- | ---- | --------- | ------- | ----------------- | ------- | ----------- |
| Oman | Oman |           |         |                   |         | •           |

## P
|                               | Land                           | Flerparti | Toparti | Dominerende parti | Étparti | Intet parti |
| ----------------------------- | ------------------------------ | --------- | ------- | ----------------- | ------- | ----------- |
| Pakistan                      | Pakistan                       | •         |         |                   |         |             |
| Palau                         | Palau                          |           |         |                   |         | •           |
| Det palæstinensiske selvstyre | Palæstinensisk Selvstyreområde | •         |         |                   |         |             |
| Panama                        | Panama                         | •         |         |                   |         |             |
| Papua Ny Guinea               | Papua New Guinea               | •         |         |                   |         |             |
| Paraguay                      | Paraguay                       |           |         | •                 |         |             |
| Peru                          | Peru                           | •         |         |                   |         |             |
| Pitcairn                      | Pitcairn                       |           |         |                   |         | •           |
| Polen                         | Polen                          | •         |         |                   |         |             |
| Portugal                      | Portugal                       | •         |         |                   |         |             |
| Puerto Rico                   | Puerto Rico                    |           | •       |                   |         |             |

## Q
|       | Land  | Flerparti | Toparti | Dominerende parti | Étparti | Intet parti |
| ----- | ----- | --------- | ------- | ----------------- | ------- | ----------- |
| Qatar | Qatar |           |         |                   |         | •           |

## R
|          | Land     | Flerparti | Toparti | Dominerende parti | Étparti | Intet parti |
| -------- | -------- | --------- | ------- | ----------------- | ------- | ----------- |
| Rumænien | Rumænien | •         |         |                   |         |             |
| Rusland  | Rusland  |           |         | •                 |         |             |
| Rwanda   | Rwanda   |           |         | •                 |         |             |

## S
|                               | Land                          | Flerparti | Toparti | Dominerende parti | Étparti | Intet parti |
| ----------------------------- | ----------------------------- | --------- | ------- | ----------------- | ------- | ----------- |
| Saint Kitts og Nevis          | Saint Kitts og Nevis          |           | •       |                   |         |             |
| Saint Lucia                   | Saint Lucia                   |           | •       |                   |         |             |
| Saint Vincent og Grenadinerne | Saint Vincent og Grenadinerne |           | •       |                   |         |             |
| Salomonøerne                  | Salomonøerne                  | •         |         |                   |         |             |
| Samoa                         | Samoa                         |           | •       |                   |         |             |
| San Marino                    | San Marino                    | •         |         |                   |         |             |
| São Tomé og Príncipe          | São Tomé og Príncipe          | •         |         |                   |         |             |
| Saudi-Arabien                 | Saudiarabien                  |           |         |                   |         | •           |
| Schweiz                       | Schweiz                       | •         |         |                   |         |             |
| Senegal                       | Senegal                       | •         |         |                   |         |             |
| Serbien                       | Serbien                       | •         |         |                   |         |             |
| Seychellerne                  | Seychellerne                  |           | •       |                   |         |             |
| Sierra Leone                  | Sierra Leone                  | •         |         |                   |         |             |
| Singapore                     | Singapore                     |           |         | •                 |         |             |
| Slovakiet                     | Slovakiet                     | •         |         |                   |         |             |
| Slovenien                     | Slovenien                     | •         |         |                   |         |             |
| Somalia                       | Somalia                       | •         |         |                   |         |             |
| Spanien                       | Spanien                       | •         |         |                   |         |             |
| Sri Lanka                     | Sri Lanka                     |           | •       |                   |         |             |
| Sudan                         | Sudan                         |           |         | •                 |         |             |
| Surinam                       | Surinam                       | •         |         |                   |         |             |
| Storbritannien                | Storbritannien                | •         |         |                   |         |             |
| Sverige                       | Sverige                       | •         |         | •                 |         |             |
| Eswatini                      | Swaziland                     |           |         |                   |         | •           |
| Sydafrika                     | Sydafrika                     |           |         | •                 |         |             |
| Sydkorea                      | Sydkorea                      | •         |         |                   |         |             |
| Syrien                        | Syrien                        |           |         |                   | •       |             |

## T
|                    | Land               | Flerparti | Toparti | Dominerende parti | Étparti | Intet parti |
| ------------------ | ------------------ | --------- | ------- | ----------------- | ------- | ----------- |
| Tadsjikistan       | Tadsjikistan       |           |         | •                 |         |             |
| Republikken Kina   | Taiwan             | •         |         |                   |         |             |
| Tanzania           | Tanzania           |           |         | •                 |         |             |
| Tchad              | Tchad              |           |         | •                 |         |             |
| Thailand           | Thailand           |           |         | •                 |         |             |
| Tjekkiet           | Tjekkiet           | •         |         |                   |         |             |
| Togo               | Togo               |           |         | •                 |         |             |
| Tonga              | Tonga              | •         |         |                   |         |             |
| Trinidad og Tobago | Trinidad og Tobago |           | •       |                   |         |             |
| Tunesien           | Tunesien           |           |         | •                 |         |             |
| Turkmenistan       | Turkmenistan       |           |         |                   | •       |             |
| Tuvalu             | Tuvalu             |           |         |                   |         | •           |
| Tyrkiet            | Tyrkiet            | •         |         |                   |         |             |
| Tyskland           | Tyskland           | •         |         |                   |         |             |

## U
|            | Land       | Flerparti | Toparti | Dominerende parti | Étparti | Intet parti |
| ---------- | ---------- | --------- | ------- | ----------------- | ------- | ----------- |
| Uganda     | Uganda     |           |         | •                 |         |             |
| Ukraine    | Ukraine    | •         |         |                   |         |             |
| Ungarn     | Ungarn     | •         |         |                   |         |             |
| Uruguay    | Uruguay    | •         |         |                   |         |             |
| USA        | USA        |           | •       |                   |         |             |
| Usbekistan | Usbekistan | •         |         |                   |         |             |

## V
|            | Land       | Flerparti | Toparti | Dominerende parti | Étparti | Intet parti |
| ---------- | ---------- | --------- | ------- | ----------------- | ------- | ----------- |
| Vanuatu    | Vanuatu    | •         |         |                   |         |             |
| Venezuela  | Venezuela  | •         |         |                   |         |             |
| Vestsahara | Vestsahara |           |         |                   | •       |             |
| Vietnam    | Vietnam    |           |         |                   | •       |             |

## Y
|       | Land  | Flerparti | Toparti | Dominerende parti | Étparti | Intet parti |
| ----- | ----- | --------- | ------- | ----------------- | ------- | ----------- |
| Yemen | Yemen |           |         | •                 |         |             |

## Z
|          | Land     | Flerparti | Toparti | Dominerende parti | Étparti | Intet parti |
| -------- | -------- | --------- | ------- | ----------------- | ------- | ----------- |
| Zambia   | Zambia   |           |         | •                 |         |             |
| Zimbabwe | Zimbabwe |           |         | •                 |         |             |

## Æ
|                  | Land             | Flerparti | Toparti | Dominerende parti | Étparti | Intet parti |
| ---------------- | ---------------- | --------- | ------- | ----------------- | ------- | ----------- |
| Egypten          | Ægypten          |           |         | •                 |         |             |
| Ækvatorialguinea | Ækvatorialguinea |           |         | •                 |         |             |

## Ø
|          | Land     | Flerparti | Toparti | Dominerende parti | Étparti | Intet parti |
| -------- | -------- | --------- | ------- | ----------------- | ------- | ----------- |
| Østrig   | Østrig   | •         |         |                   |         |             |
| Østtimor | Østtimor |           |         | •                 |         |             |